# Chris Katjiukua
Chris Katjiukua (Okakarara, 25 ottobre 1986) è un calciatore namibiano, difensore svincolato.

## Carriera

### Club
Ha giocato nella massima serie sudafricana.

### Nazionale
Tra il 2007 e il 2019 ha giocato 37 partite con la nazionale namibiana, realizzandovi anche due reti.

## Statistiche

### Cronologia presenze e reti in nazionale
| Cronologia completa delle presenze e delle reti in nazionale ― Namibia | Cronologia completa delle presenze e delle reti in nazionale ― Namibia | Cronologia completa delle presenze e delle reti in nazionale ― Namibia | Cronologia completa delle presenze e delle reti in nazionale ― Namibia | Cronologia completa delle presenze e delle reti in nazionale ― Namibia | Cronologia completa delle presenze e delle reti in nazionale ― Namibia | Cronologia completa delle presenze e delle reti in nazionale ― Namibia | Cronologia completa delle presenze e delle reti in nazionale ― Namibia |
| Data                                                                   | Città                                                                  | In casa                                                                | Risultato                                                              | Ospiti                                                                 | Competizione                                                           | Reti                                                                   | Note                                                                   |
| ---------------------------------------------------------------------- | ---------------------------------------------------------------------- | ---------------------------------------------------------------------- | ---------------------------------------------------------------------- | ---------------------------------------------------------------------- | ---------------------------------------------------------------------- | ---------------------------------------------------------------------- | ---------------------------------------------------------------------- |
| 4-9-2019                                                               | Asmara                                                                 | Eritrea                                                                | 1 – 2                                                                  | Namibia                                                                | Qual. Mondiali 2022                                                    | -                                                                      |                                                                        |
| 10-9-2019                                                              | Windhoek                                                               | Namibia                                                                | 2 – 0                                                                  | Eritrea                                                                | Qual. Mondiali 2022                                                    | -                                                                      |                                                                        |
| 13-11-2019                                                             | Windhoek                                                               | Namibia                                                                | 2 – 1                                                                  | Ciad                                                                   | Qual. Coppa d'Africa 2021                                              | 1                                                                      |                                                                        |
| 17-11-2019                                                             | Conakry                                                                | Guinea                                                                 | 2 – 0                                                                  | Namibia                                                                | Qual. Coppa d'Africa 2021                                              | -                                                                      | 93’                                                                    |
| Totale                                                                 |                                                                        | Presenze                                                               | 4                                                                      |                                                                        | Reti                                                                   | 1                                                                      |                                                                        |